# Флаг Луганской области
Флаг Луга́нской области (укр. Прапор Луганської області) — символ местного самоуправления Луганской области Украины.

## Описание флага
Флаг области представляет собой кобальтового цвета полотнище прямоугольной формы с соотношением сторон 1:1,5. В левой от древка части изображён малый герб (малый щит) Луганской области.
Знамя представляет собой полотнище кобальтового цвета размером 110 × 165 см (с припуском 15 см на карман для древка).
В верхней левой четверти полотнища — окружность радиусом 20 см, центр которой находится в пересечении осей — от левой кромки флага — 49 см, от верхней кромки — 39 см.
По периметру окружности звёзды диаметром 4 см, касающиеся плечами окружности образуя диск из 17 золотых и 14 белых звёзд, символизирующих 17 районов и 14 городов области. В центре диска — малый щит — малый герб Луганской области, выполненный в пропорциях и цветовом решении утверждённого герба.
Атрибутика знамени выполняется вышивкой шёлком и люрексом (канителью).

## Положение о флаге
1. Флаг используется в целях развития экономической, культурной, политической самостоятельности края, пропаганды его отличительных черт от других территорий, административно-территориального устройства.
2. Флаг является исключительной собственностью областного Совета и хранится в Совете. Его подъём и спуск производится по регламенту, утверждённому областным Советом.
3. Флаг (его цвет, символика, размеры, размещение символов, надписей) утверждается областным Советом.
4. Изменение флага (цвета, символов) осуществляется решением областного Совета на конкурсной основе.
5. Использование изображения флага, его символики в целях рекламы, выпуска мини-флагов или в иных целях допускается только с разрешения областного Совета.